# Harad
Pour les articles homonymes, voir Harad (homonymie).
Le Harad, également connu sous le nom de Sud, est un territoire du legendarium de Tolkien. Il fait référence aux terres peu connues du sud de la Terre du Milieu. La grande région est située au sud du Harondor et du Mordor. On sait très peu de choses sur les terres australes au-delà de la grande mer de Ringil.

## Histoire

### Avant le Premier Âge
Dans les temps primordiaux d’Arda, la terre méridionale de la Terre du Milieu était éclairée par l’une des deux puissantes lampes, nommées Ormal, au sommet d’un puissant pilier. Ormal a été créé par Aulë, rempli par Varda et sanctifié par Manwë dans le sud du monde alors que les Valar habitaient encore sur Almaren. Les deux lampes ont finalement été détruites par un assaut de Melkor, et la destruction d’Ormal créa le sud de la mer de Ringil,.
Au cours de la période au cours de laquelle Melkor éleva des monstres de formes et de genres divers qui troublèrent Endor, son royaume s’étendit d’Utumno sur les terres méridionales de la Terre du Milieu.

### Premier Âge
Certains des premiers Hommes quittant Rhûn, après le réveil d’Hildórien, finirent par s’installer à Harad et devinrent les ancêtres des Haradrim,. Les historiens du Gondor pensaient que les Drúedain venaient des terres au sud du Mordor, qu’ils tournaient vers le nord en Ithilien avant d’atteindre les côtes de Harad et qu’ils étaient les premiers hommes à traverser l’Anduin.
La côte au sud de Harad s’étendait beaucoup plus à l’ouest avant la ruine du Beleriand.

### Deuxième Âge
Lorsque les Hommes de Númenor commencèrent à naviguer vers l’est, ils explorèrent les côtes de la Terre du Milieu, y compris les terres côtières de Harad. Les Númenóréens ont d’abord profité aux habitants des terres qu’ils ont explorées en leur enseignant beaucoup de choses sur l’agriculture et l’artisanat,. Les Númenóréens s’installèrent plus tard sur les côtes méridionales, y compris les Havres d’Umbar.
Au IXe siècle du Deuxième Âge, le grand marin Aldarion navigua jusqu’au havre de Vinyalondë, puis navigua le long des côtes vers le sud, bien au-delà de tout endroit encore atteint par les Númenóréens. À son retour vers le nord, il échappa de justesse au naufrage dans le Harad.
Après le règne de Tar-Ciryatan, les Númenóréens commencèrent à s’ériger en seigneurs en Terre du Milieu en exigeant un tribut de biens et de richesses, provoquant l’oppression des Haradrim. Les Númenóréens étendirent leur contrôle sur Harad et Sauron n’osa pas d’abord les défier. Mais après la forge des Anneaux de Pouvoir et l’émergence des Nazgûl, Sauron commença à attaquer les colonies númenóréennes sur la côte.
Après la formation des Anneaux de Pouvoir, presque tous les hommes à l’est et au sud de l’Ered Luin étaient sous la domination de Sauron. Sauron était à la fois leur roi et leur dieu. Ces hommes devinrent forts et construisirent de nombreuses villes et murailles en pierre et ils étaient féroces à la guerre et armés de fer.
Umbar a été fortifiée en 2280.
Ar-Pharazôn, le roi de Númenor, débarqua à Umbar en 3261 avec une grande flotte, et les gens sur les côtes s’enfuirent devant eux. Ar-Pharazôn et son armée marchèrent à travers Harad pour rencontrer les forces de Sauron, mais ils s’enfuirent des Númenóréens et Sauron se laissa conduire à Númenor où il corrompit le roi et ses partisans. Sous l’influence de Sauron, les Númenóréens devinrent encore plus impitoyables envers les habitants de Harad, les réduisant en esclavage et les utilisant pour des sacrifices.
Pendant le séjour de Sauron à Númenor, beaucoup de Númenóréens qui naviguèrent vers l’est à partir de Númenor et construisirent des forteresses et des habitations sur les côtes des terres du sud de la Terre du Milieu étaient déjà pliés à sa volonté.
Les Númenóréens qui vivaient à Harad ont survécu à la noyade de Númenor en 3319. Ils furent plus tard appelés Númenóréens Noirs au Gondor,, parce qu’ils servaient encore Sauron en Terre du Milieu après la noyade de Númenor. Ils ont combattu avec Sauron pendant la Guerre de la Dernière Alliance contre l’Alliance des Elfes et des Hommes. Deux de ces seigneurs númenóréens, Herumor et Fuinur, prirent le pouvoir parmi les Haradrim.

### Troisième Âge et histoire ultérieure
Les colonies des Númenóréens au-delà d’Umbar avaient été absorbées ou étaient devenues hostiles au Gondor et à certaines parties des domaines de Sauron parce qu’elles avaient été faites par des hommes qui avaient déjà été corrompus par Sauron à Númenor.
Le roi Eärnil Ier du Gondor assiégea Umbar par mer et par terre en 933 conquit Umbar, qui devint une grande forteresse du Gondor. Trois ans plus tard, en 936 Eärnil I a été perdu avec beaucoup de navires et d’hommes dans une tempête près d’Umbar.
Les hommes du Harad, conduits par les seigneurs qui avaient été chassés d’Umbar, vinrent avec une grande puissance contre Umbar et l’assiégèrent. Le roi Ciryandil tomba lors du siège d’Umbar en 1015,.
Umbar a été assiégé pendant de nombreuses années, mais n’a pas pu être pris à cause de la puissance maritime du Gondor. Le roi Ciryaher du Gondor est venu du nord par mer et par terre et a traversé la rivière Harnen. Ses armées vainquirent les hommes du Harad et les rois du Harad furent forcés de reconnaître la suzeraineté du Gondor en 1050,.
Après la guerre de parenté, les fils de Castamir, avec d’autres membres de leur famille et de nombreux membres de la flotte, s’éloignèrent de Pelargir et s’emparèrent d’Umbar en 1448. Ils firent un refuge pour tous les ennemis du roi Eldacar et une seigneurie indépendante du Gondor à Umbar. Umbar est resté en guerre avec le Gondor pendant de nombreuses vies d’hommes et a été un fil conducteur vers les terres côtières du Gondor et pour tout le trafic sur la mer. Après que le Gondor ait perdu Umbar au profit des rebelles, le contrôle du Gondor sur les Hommes du Harad a été relâché.
Le roi Telumehtar du Gondor a conquis Umbar en 1810. Au cours de cette guerre, les derniers descendants de Castamir périrent et Umbar fut à nouveau tenu pendant un certain temps par les rois du Gondor,.
Après la Guerre de l’Anneau, le nouveau roi du Royaume réunifié, Elessar, fit la paix avec les Hommes de Harad et Umbar complètement maîtrisé,.

## Géographie
Le Harad était situé au sud du Mordor, les Montagnes de l’Ombre faisant partie de la frontière nord de Harad. La rivière Harnen coulait vers l’ouest depuis les Montagnes de l’Ombre jusqu’à la baie de Belfalas et était la frontière de Harad avec le Gondor du Sud - une région déserte disputée entre le Gondor et le Harad. La route de Harad partait de Harad vers le nord en passant par le sud du Gondor et continuait jusqu’à l'Ithilien.
Au nord-est de Harad se trouvait le Khand, une terre qui avait également des liens avec Sauron. On ne sait pas jusqu’où s’étendait Harad vers l’est ou vers le sud. À l’ouest, Harad était délimitée par la baie de Belfalas et la mer.
La partie la plus septentrionale de Harad s’appelait Near Harad et la partie sud était Far Harad. Sur la côte, il y avait un port naturel avec un cap étroit qui s’incurvait autour de lui. La région côtière autour du port était connue sous le nom d’Umbar, et le port s’appelait les Havres d’Umbar. Les pillards marins connus sous le nom de Corsaires y vivaient. À l’extrémité orientale du port se trouvait la Cité des Corsaires. Quelque part à Harad se trouvait la ville de l’intérieur des terres d’où Berúthiel venait.
Il y avait des forteresses et des habitations sur les côtes du sud. Il y avait aussi des champs et des « forêts sombres » avec des singes dans le sud. À Harad vivaient aussi des chameaux et les gigantesques Oliphants,, qui ont été utilisés par les Haradrim comme tours de guerre mobiles.
Harad était appelé les « Terres du Soleil » par les Hobbits de la Comté, suggérant que le climat était plus chaud et plus ensoleillé. Même les constellations dans le ciel nocturne d’Harad dans l’hémisphère sud étaient différents de ceux du nord de la Terre du Milieu (Aragorn avait voyagé loin dans Harad « où les étoiles sont étranges »).

## Habitants
Les Hommes de Harad étaient également connus sous le nom de Haradrim par les peuples du nord-ouest de la Terre du Milieu. Il y avait de nombreuses tribus de Haradrim souvent mutuellement hostiles. Les hommes de Near Harad avaient la peau brune, les cheveux noirs et les yeux noirs. tandis que les hommes de Far Harad étaient décrits comme ayant la peau noire avec des yeux blancs et des langues rouges comme des « demi-trolls ».

## Étymologie
Harad signifie « Sud » en sindarin. Le mot est dérivé de la racine KHYAR, et est apparenté à Quenya hyarmen (« sud »). Il est également appelé Haradwaith qui comprend gwaith (« peuple »). L’un des premiers noms de Harad était (Sun)Harrowland, qui est dérivé du nom vieil anglais des Aethiopans, Sigerhearwan, et signifie donc « Éthiopie ». Les hommes de Harad étaient appelés Haradrim (« armée du Sud »).

## Autres versions du legendarium
Les premières variantes de Harad étaient Harwan, Sunharrowland et Harrowland. Dans les premières versions du Retour du Roi, la partie de Harad située directement au sud du Mordor était nommée le Désert de Lostladen, Lothlann ou Lothland. Dans une première esquisse du chapitre « Le dernier débat », la région était appelée le désert de Lothland, Christopher Tolkien a noté que le nom Lostladen est probablement lié aux noms Lothlann/Lothland trouvés dans les Étymologies.
Dans le premier récit du legendarium dans Le Livre des Contes Perdus, Tolkien mentionne quelques descriptions obscures des terres du Sud : Melkor a élevé la grande tour Helkar pour abriter le sud des Deux Lampes façonnées par Aulë pour éclairer la Terre du Milieu. Dans le texte original, Palisor, où les Elfes se sont réveillés, est placé dans le sud du monde.
Tolkien a mentionné le mouvement des Hommes, après la guerre de Palisor, conduisant à l’assombrissement de leur peau. De plus, il a été révélé que Manwë ne savait pas où le début des Hommes devrait être, que ce soit au nord, au sud ou à l’est. Après la mort de Nuin aux bandes des Gobelins par la trahison des Hommes, de nombreuses tribus d’Hommes ont été chassées dans les forêts du sud. Lindo a parlé des « étendues sauvages inexplorées » du Sud. Les terres du sud, où le soleil brûlait, avaient de puissants chats fauves. Les terres méridionales avaient également un ciel bleu, dont la couleur était surpassée par les yeux d’Eärendil.
Eärendil s’est également rendu dans le sud. Après la construction de Vingilot, Eärendil part à la recherche d’Elwing et est projeté loin vers le sud où il rencontre Wirilómë avant de s’échapper vers l’est. Dans son voyage avec Voronwe sur Vingilot vers le sud, des régions sombres et des montagnes de feu sont mentionnées,. De plus, en 1930, Tolkien a écrit comment Eärendil a combattu et tué Ungoliant dans le Sud, ce qui a eu pour résultat que la lumière est venue dans de nombreux endroits qui avaient encore été longtemps cachés.

## Inspiration
Dans une interview de 1967, lorsqu’on lui a demandé ce qu’il y avait au sud de Harad, Tolkien a répondu : « Et au sud de Harad se trouve l’Afrique, les pays chauds ». Compte tenu des descriptions des habitants des terres australes de la Terre du Milieu, les premières étymologies de leur nom, et la forme générale des terres australes telle qu’elle est indiquée sur les cartes d’Ambarkanta, il est probable que Harad ait été basé sur les terres du nord et du nord-est de l’Afrique et peut-être du Moyen-Orient dans notre monde. De plus, à l’exception de la péninsule et du fjic d’Umbar, la forme du littoral de Harad au sud de l’embouchure de la rivière Harnen sur la carte générale de la Terre du Milieu est similaire à la forme du littoral de la côte nord-ouest de l’Afrique au sud de la ville de Tanger.